# 初川則夫
初川 則夫（はつかわ のりお）は、日本のテレビプロデューサー。
日本テレビ放送網元プロデューサーで、ドラマ局担当局次長、日本テレビ人材センター代表取締役などを歴任した。
東京都出身。

## 来歴・人物
1978年に日本テレビに入社。編成局に配属された当初はアニメ班に所属し、『キャッツ・アイ』『ダーティペア』など、旧来の児童向けアニメとは異なるアウトロー色の濃い作品を多く手掛ける。芸能局移籍後、1986年に担当した『あぶない刑事』が大ヒットとなり、その後も『刑事貴族』などの人気作を生み出した。
プロデューサー退任後は報道局や情報エンタテインメント局業務管理担当局次長などを経て、2009年7月よりドラマ局兼バラエティー局業務管理担当局次長。
2011年7月1日より制作局業務管理担当総務。2012年6月1日より日本テレビ人材センター代表取締役社長。
2014年よりイカロス（旧・読売映像）代表取締役社長に就任。2022年より相談役。

## 担当作品

### アニメ
- まんが日本史（制作担当）
- キャッツ・アイ
- ゴッドマジンガー
- 星銃士ビスマルク
- 機甲界ガリアン
- ダーティペア
- ときめきトゥナイト
- 忍者戦士飛影

### ドラマ
- 誇りの報酬（プロデューサー補）
- あぶない刑事
- あきれた刑事
- 勝手にしやがれヘイ!ブラザー
- 刑事貴族
- 年末時代劇スペシャル·五稜郭
- 女忍かげろう組

### 映画
- あぶない刑事
- ・ふ・た・り・ぼ・っ・ち・
- またまたあぶない刑事
- もっともあぶない刑事

### ビデオアニメ
- ダーティペア<OVA>

### その他
- 木曜スペシャル・アメリカ横断ウルトラクイズ（第15回・1991年、第16回・1992年）